# Kim Song-chol
Kim Song-chol ((김성철?, 金成哲?); 29 agosto 1983) è un ex calciatore nordcoreano, centrocampista del Kigwancha.